# Bixad (Covasna)
Bixad (veraltet Bicsad; ungarisch Sepsibükszád oder Bükszád) ist eine Gemeinde im Kreis Covasna in der Region Siebenbürgen in Rumänien.

## Geographische Lage

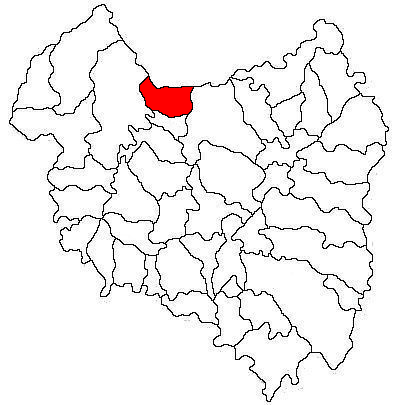
Lage der Gemeinde Bixad im Kreis Covasna

Der Ort Bixad liegt in einer Talsenke am Oberlauf des Flusses Olt (Alt) nördlich der der Baraolter Berge im historischen Szeklerland. Im Norden des Kreises Covasna befindet sich der Ort an der Nationalstraße Drum național 12 – Teil der Europastraße 578 – und der Bahnstrecke Sfântu Gheorghe–Adjud fünf Kilometer von der Kleinstadt Băile Tușnad im Kreis Harghita und etwa 30 Kilometer nördlich von der Kreishauptstadt Sfântu Gheorghe (Sankt Georgen) entfernt.

## Geschichte
Der mehrheitlich von Szeklern bewohnte Ort Bixad, wurde erstmals 1342 urkundlich erwähnt.
Auf eine Besiedlung des Gemeindegebiets in die Jungsteinzeit deuten Reste einer Burg, von den Einheimischen genannt Șea (ungarisch Várvópója), unterhalb des Berges Murgăul Mic, sowie die Ruinen einer Burg auf dem Berg Piatra Șoimului (ungarisch Sólyiomkrö). Letztere wurde noch keinem Zeitalter zugeordnet. Zahlreiche archäologische Funde vom Gemeindegebiet, aus unterschiedlichen Zeitalter, befinden sich im Museum der Kreishauptstadt Sfântu Gheorghe.
Zur Zeit des Königreichs Ungarn gehörte Bixad dem Stuhlbezirk Sepsi in der Gespanschaft Háromszék (rumänisch Comitatul Trei-Scaune). Anschließend gehörte Bixad dem historischen Kreis Trei-Scaune (zu Deutsch Drei Stühle) und ab 1950 dem heutigen Kreis Covasna an.
Bis 1968 war Bixad eine eigenständige Gemeinde, von 1968 bis 2004 Teil der Nachbargemeinde Malnaș, anschließend erneut eigenständig.

## Bevölkerung
Die Bevölkerung der Gemeinde Bixad entwickelte sich wie folgt:
| 1850 | 813   | 378 | 403   | -   | 32  |
| 1930 | 2.109 | 735 | 1.147 | 136 | 75  |
| 1966 | 2.617 | 163 | 2.476 | 2   | 3   |
| 2002 | 1.811 | 21  | 1.765 | -   | 25  |
| 2011 | 1.799 | 17  | 1.708 | 2   | 72  |
| 2021 | 1.585 | 45  | 1.438 | 2   | 100 |

Seit 1850 wurde im Ort Bixad die höchste Einwohnerzahl und die der Magyaren 1966 ermittelt. Die höchste Anzahl der Rumänen und der Rumäniendeutschen wurden 1930, und die der Roma (54) wurde 2021 registriert. Des Weiteren wurden 1930 auch 23 Slowaken vermerkt.

## Sehenswürdigkeiten
- Die orthodoxe Kirche Sf. Gheorghe (ehemalig griechisch-katholisch) 1712 errichtet und 1835 erneuert,[7] steht unter Denkmalschutz.[8]
- Die Ruinen einer ehemaligen Burg, genannt Șea (ungarisch Vápa, Várvópója), in der Nähe des Bahnhofs, etwa 47 Meter oberhalb des Olt und dem Bach Rachitaș (ungarisch Rakkotyás) etwa zweieinhalb Kilometer südwestlich von Bixad,[9] steht unter Denkmalschutz.[8] Laut dem Verzeichnis historischer Denkmäler des Rumänischen Ministeriums für Kultur und nationales Erbe (Ministerul Culturii și Patrimoniului Național) deuten Funde in der Burg in die Latène- und Bronzezeit.
- Die Ruine einer Mittelalterlichen Burg, auf dem Berg genannt Piatra Șoimului (ungarisch Sólyiomkrö) beim Zusammenfluss des Baches Calului in den Olt, steht unter Denkmalschutz.[8]
- Der Bergsee Lacul Sfânta Ana (St. Anna-See) nordöstlich des Ortes, liegt auf dem Areal der Kleinstadt Băile Tușnad (⊙), wohin von hier aus eine Bergstraße hinführt.